# Antonio D. Brescovit
Antônio Domingos Brescovit, född 1959, är en brasiliansk araknolog.